# Pałac Cesarski w Kioto

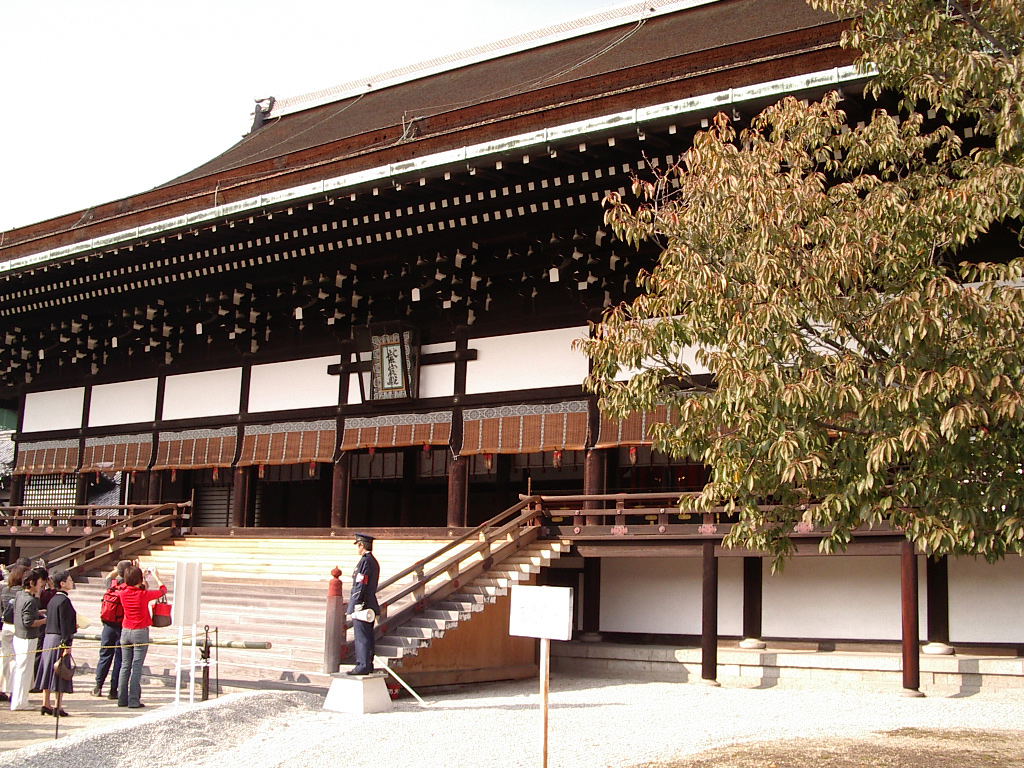
Shishin-den – Pawilon Uroczystości Państwowych

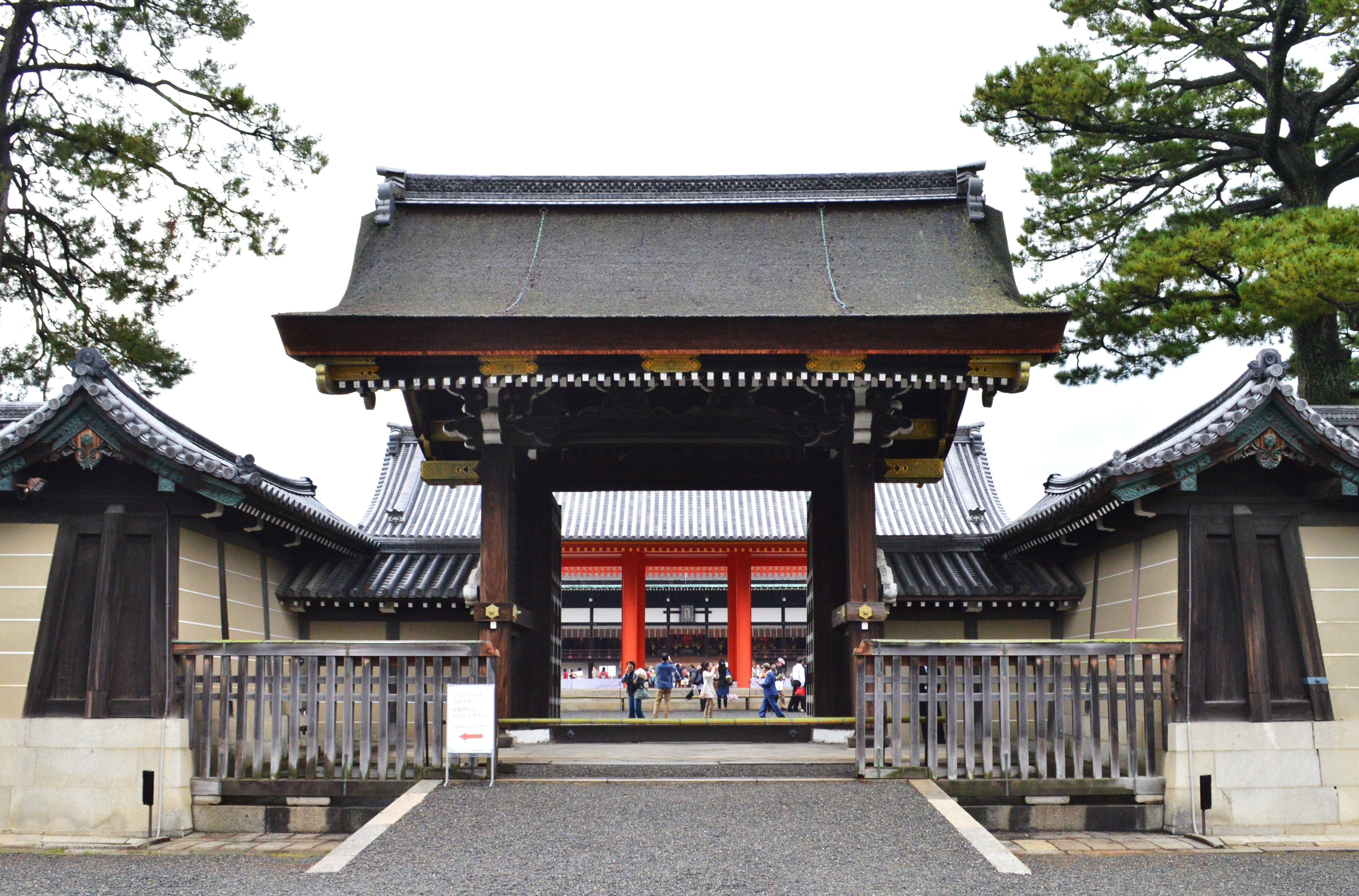
Kenrei-mon, jedna z bram kompleksu w godzinach otwarcia

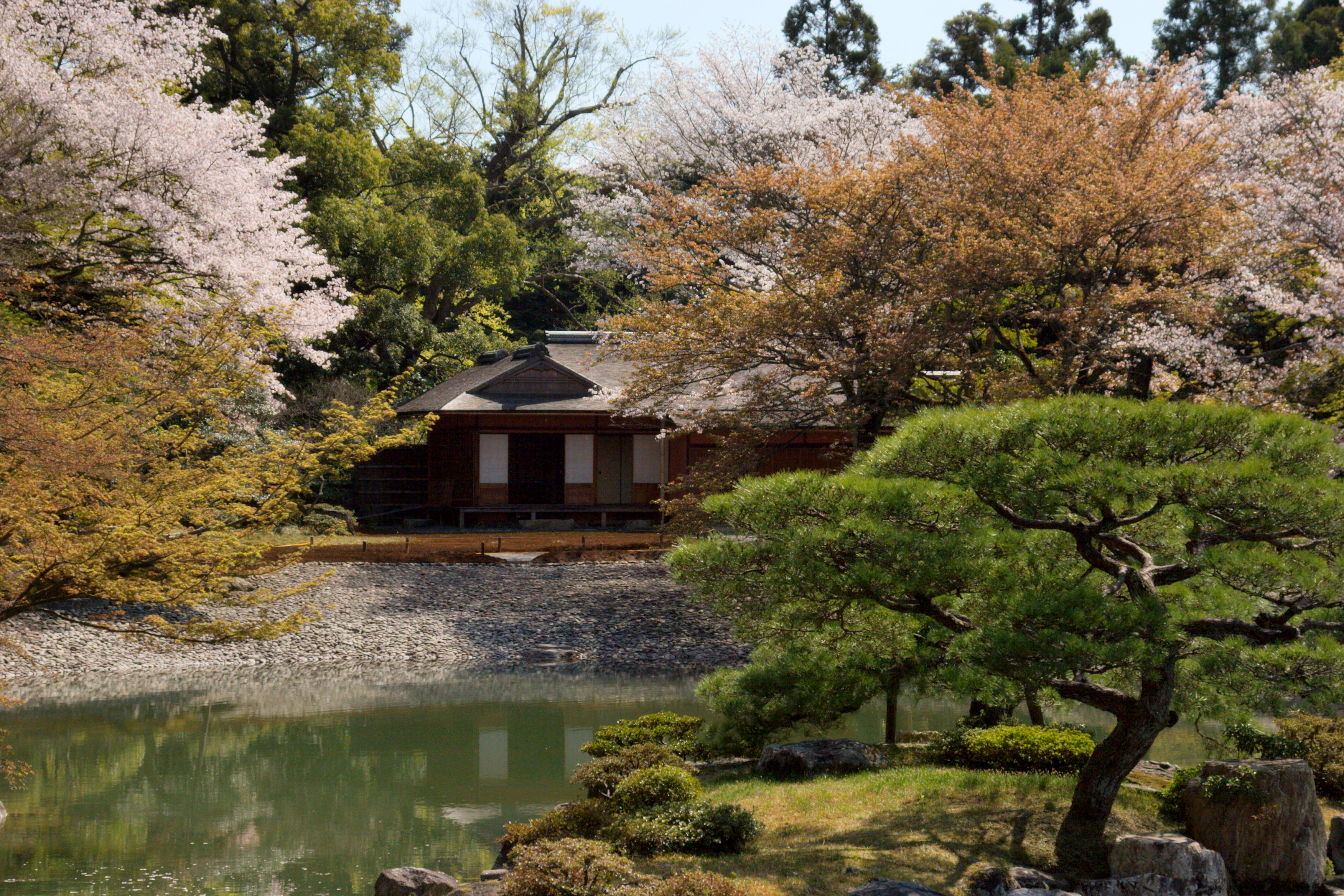
Sentō Gosho

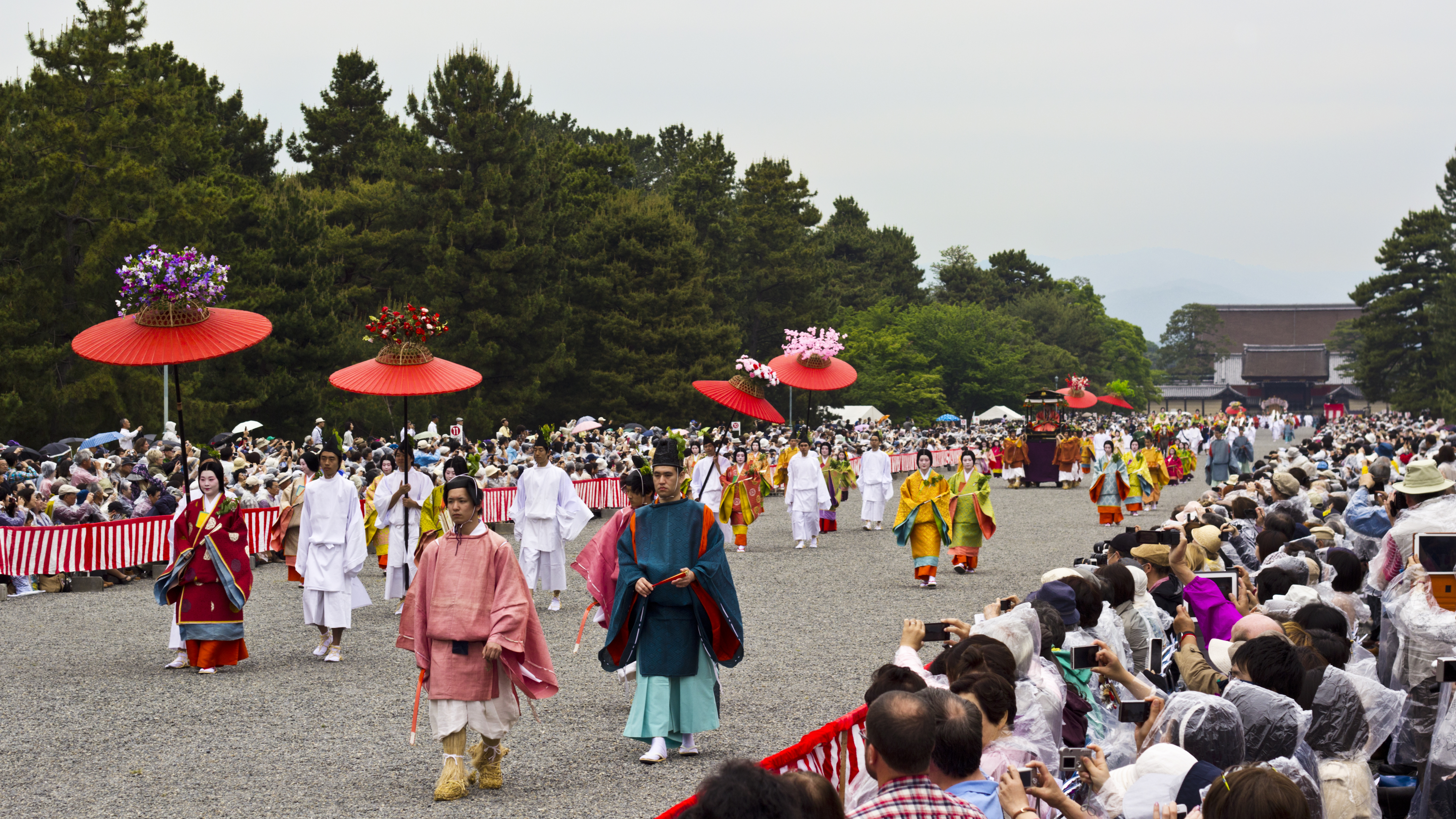
Parada w czasie Aoi Matsuri

Pałac Cesarski (jap. 京都御所 Kyōto Gosho; dosł. Pałac Cesarski w Kioto) – pałac w Kioto, była siedziba cesarzy Japonii od połowy XIV wieku do 1868 roku.

## Historia
Kioto mieściło siedzibę cesarską od czasu ustanowienia w nim stolicy przez cesarza Kammu (737–806) w 794 roku. Obecny Pałac Cesarski w Kioto był używany jako rezydencja cesarzy przez 500 lat od 1331 roku, aż do przeniesienia stolicy do Tokio w 1869 roku. Pałac był wiele razy zniszczony przez pożary i za każdym razem odbudowywany. Większość obecnych budynków została przebudowana w 1855 roku. Wśród nich najbardziej prestiżowym budynkiem jest Shishin-den (Sala Ceremonii Państwowych). Budynek został zbudowany w stylu architektonicznym okresu Heian (794–1185), aby pomieścić ceremonię intronizacji, która odbyła się w tradycyjny sposób. Ceremonie intronizacji cesarzy: Meiji, Taishō i Shōwa odbyły się w tej sali. Wewnątrz znajduje się tron takamikura. 
W wyniku historycznych zmian politycznych, ekonomicznych i społecznych zwanych restauracją Meiji w 1868 roku stolica Japonii została przeniesiona z Kioto do Tokio. Również cesarz Meiji, który mieszkał w tym pałacu, przeniósł się do obecnego Pałacu Cesarskiego w Tokio w 1869 roku.
Kiedy odwiedził pałac w Kioto w 1877 roku, żałował, że jego rezydencja i okoliczne budowle zajmowane niegdyś przez arystokratów zostały zrujnowane. Władze prefektury Kioto usunęły ich pozostałości, tworząc duży kompleks pałacowo-parkowy Kyōto Gyoen w kształcie prostokąta o długości około 0,8 km ze wschodu na zachód i około 1,4 km z północy na południe. Został on otwarty dla publiczności w 1949 roku.
Obecnie obchodzone są w pałacu niektóre ważne wydarzenia dworskie, jak „Spotkanie przy Herbacie w Pałacu Cesarskim w Kioto” (Kyoto Imperial Palace Tea Party), organizowane przez parę cesarską. Pałac przyjmuje również gości państwowych i odgrywa ważną rolę jako miejsce przybliżające obcokrajowcom japońską kulturę dworską. Na terenie pałacu oprócz zabudowań pałacowych znajdują się dwa ogrody.

## Opis
Wewnątrz tego obszaru parkowego znajduje się także poboczny kompleks pałacowy Sentō (仙洞御所, Sentō Gosho). Został on zbudowany w 1630 roku dla cesarza Go-Mizunoo po jego abdykacji i stał się następnie rezydencją kolejnych odsuniętych od władzy cesarzy.
Ten park otaczający oba kompleksy pałacowe jest zielonym sercem Kioto. Można wejść tam bezpłatnie, jest popularny wśród biegaczy, spacerowiczów, miłośników roślin i pikników. Na zachodnim krańcu parku znajduje się altana śliwkowa, która kwitnie na początku marca, i gaj spektakularnych shidare-zakura (płaczących drzew wiśni), które kwitną na przełomie marca i kwietnia.

## Pałace i obiekty cesarskie
Instytucją zarządzającą pałacami, obiektami i majątkiem rodziny cesarskiej jest Agencja Dworu Cesarskiego. Jej siedziba główna znajduje się obok głównego pałacu Kyūden na terenie pałacowego kompleksu cesarskiego Kōkyo w centrum Tokio. Ma ona specjalny oddział terenowy o nazwie Biuro Dworu Cesarskiego w Kioto, które jest odpowiedzialne za utrzymanie właściwości użytkowych Domu Cesarskiego (Rodziny Cesarskiej, 皇室 Kōshitsu), jak: Pałac Cesarski w Kioto (京都御所 Kyōto Gosho), Pałac Ōmiya w Kioto (京都大宮御所 Kyōto Ōmiya-gosho), Pałac Cesarski Sentō (京都仙洞御所 Kyōto Sentō-gosho) oraz wille cesarskie Katsura (桂離宮, Katsura Rikyū) i Shugaku-in (修学院離宮, Shugaku-in Rikyū), a także tereny w regionie, gdzie znajdują się cesarskie mauzolea i grobowce. W gestii Agencji znajduje się łącznie kilkanaście obiektów o różnym charakterze: farmy hodowlane, wille, rezydencje i pałace.